# Sítio da Nazaré

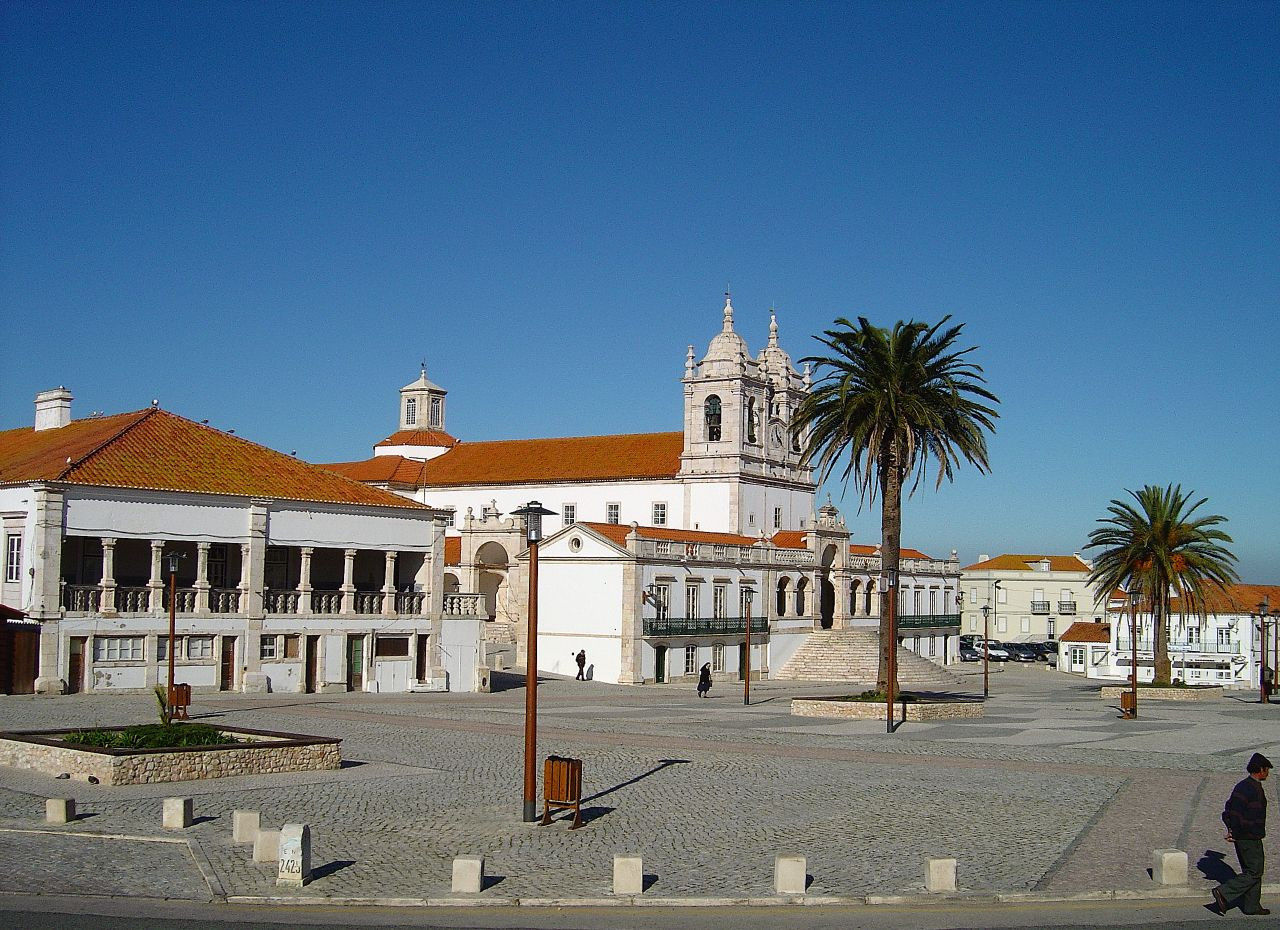
Largo di Nossa Senhora da Nazaré con il Santuario e il Palazzo Reale.

Sítio da Nazaré è oggi un quartiere del villaggio di Nazaré, nella regione occidentale e nel distretto di Leiria, in Portogallo. 
Nel corso dei secoli, grandi pellegrinaggi organizzati, i Círios, provenienti da vari luoghi come Mafra, Santarém, Óbidos, Leiria, Coimbra o Lisbona, hanno portato in questo luogo  migliaia di pellegrini, di ogni ceto sociale, tra cui, a volte, anche membri della famiglia reale portoghese, in particolare il giorno della santa patrona, Nossa Senhora da Nazaré, l'8 settembre. 

## Storia

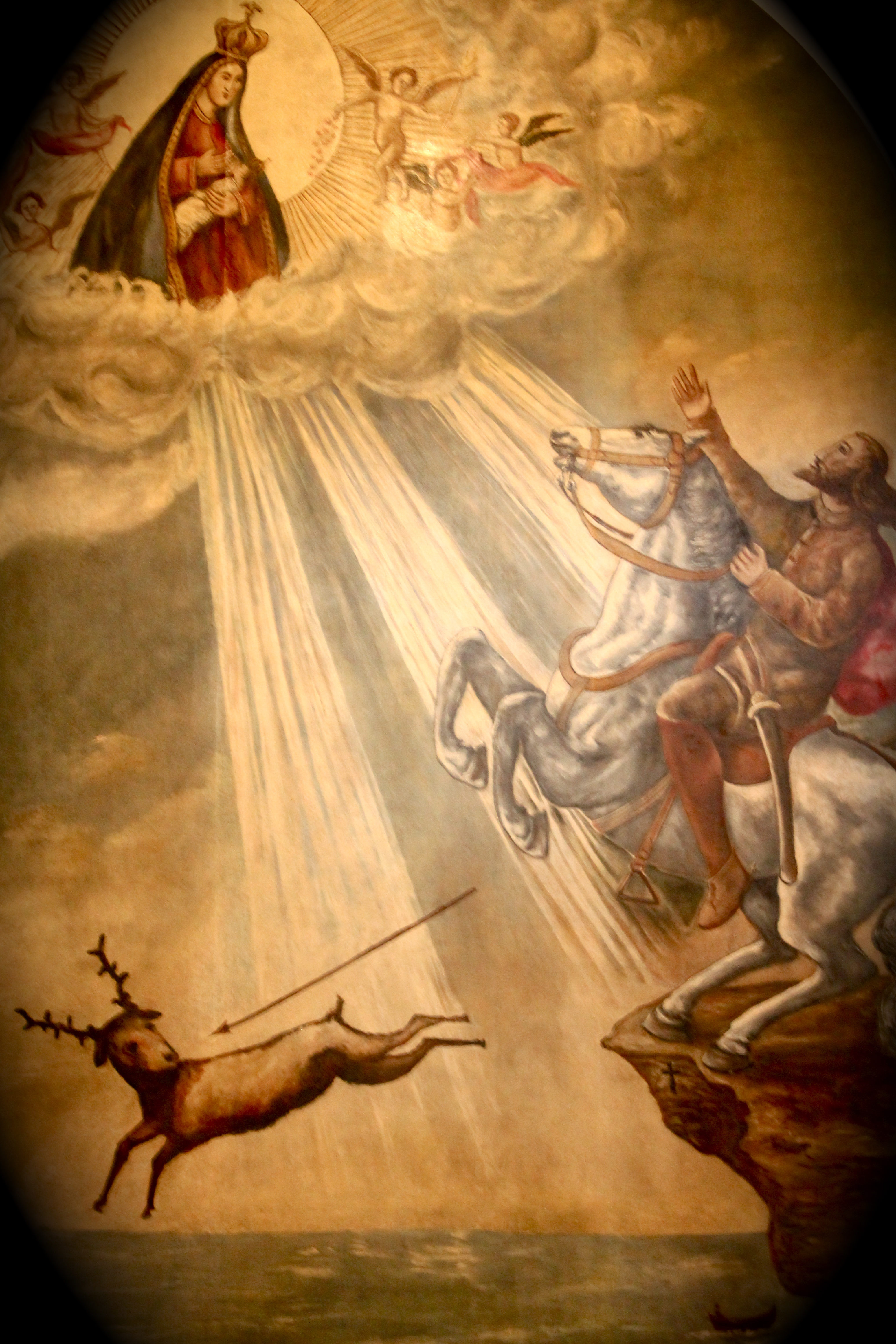
Rappresentazione del miracolo a Don Fuas Roupinho.

In cima alla scarpata del promontorio di Nazaré, si dice che la prima costruzione sia stata la cappella costruita da Don Fuas Roupinho nel 1182, su una grotta dove, dopo l'invasione musulmana della penisola iberica, era stata nascosta l'immagine di Nossa Senhora da Nazaré. Questa iniziativa è collegata all'episodio della Leggenda di Nazaré. 
Secoli dopo, nel 1377, il re Don Fernando I del Portogallo fondò qui un santuario, nel quale venne trasferita l'immagine. Intorno a questo santuario, e per accogliere i pellegrini che vi arrivavano, si insediarono i primi abitanti, facendo erigere le prime case. 
Nel 1648, oltre all'Eremo della memoria e al Santuario di Nossa Senhora da Nazaré, c'erano una trentina di case, stalle, un forno e una fontana. 
Nel contesto della Guerra d'indipendenza spagnola, al momento della prima invasione francese nel 1808, le truppe di Napoleone Bonaparte saccheggiarono il Santuario e il villaggio, che parzialmente bruciarono a seguito della resistenza popolare. Alcuni abitanti furono arrestati e fucilati dai francesi nella piazza Fonte Velha. 
Fino alla metà del XX secolo il numero dei pellegrini che si recavano lì per venerare la Senhora da Nazaré in occasione della festa annuale, alla fine dell'estate, era molto alto. Con la nascita del Santuario di Fátima, il numero di pellegrini e visitatori del Santuario di Nazaré diminuì progressivamente. 
Nel frattempo, il Sítio da Nazaré, circondato da un ampio muro, con il santuario, le case dei pellegrini, il Palazzo Reale, la casa del Rettore, il teatro, l'arena, le due fontane e i due grandi pozzi, vide delinearsi la costruzione del villaggio, dedicato a ricevere stagionalmente un gran numero di pellegrini e festaioli, denominando Festa di Nazaré il più grande agglomerato umano che si verifica ogni anno all'inizio di settembre.